# Толуи, Роя
Роя Толуи (перс. رؤیا طلوعی‎; род. 22 мая 1966, Бане, Курдистан) — курдско-иранская журналистка, активистка по правам человека и феминистка, в настоящее время проживающая в США. Родилась в Бане на западе Ирана. Окончила среднюю школу в Бане и докторскую степень в области медицинской лаборатории в Мешхедском университете имени Фирдоуси.

## Биография
Работала главным редактором курдского ежемесячного журнала о проблемах женщин Rasan («Восстание»). Пять выпусков журнала были опубликованы в Сенендедже весной и летом 2005 года, пока он не был закрыт иранскими судебными органами. Является основателем «Ассоциации курдских женщин, поддерживающих мир в Курдистане». Также является членом курдского ПЕН-клуба.
Из-за её откровенной критики властей, а также защиты прав курдских и иранских женщин, она была осуждена Революционным судом в апреле 2005 года и обвинена в создании угрозы национальной безопасности.
После демонстраций в населённых курдами районах западного Ирана она была арестована 2 августа 2005 года и содержалась в тюрьме в течение 66 дней, пока не была освобождена под залог в октябре 2005 года. Случай её тюремного заключения был отмечен в Международном дне заключенного писателя ПЕН-клуба в ноябре 2005 года. После освобождения бежала из Ирана в Турцию, а затем нашла убежище в США в апреле 2006 года. В 2006 году получила премию Oxfam Novib/PEN Award.